# Muzsikás
Muzsikás ist eine ungarische Volksmusikgruppe, die 1973 gegründet wurde. 
1993 nahm die Gruppe die Platte Máramaros – The Lost Jewish Music of Transylvania auf, mit vorher weithin unbekannter Musik, die durch den Holocaust in Vergessenheit geraten war.

## Stil
Muzsikás interpretiert hauptsächlich traditionelle Musik aus Ungarn und anderen Ländern und Völkern der Balkan- und Karpathenregion. Das Repertoire von Muzsikás umfasst traditionelle Musik aus fast allen ungarischsprachigen Regionen, unter anderem Lieder und Tänze aus Somogy und Siebenbürgen, aber auch jiddische, südslawische und auch Roma-Musik verschiedener Balkanländer. Die Gruppe hat auch Werke klassischer Komponisten eingespielt, insbesondere von Béla Bartók. 

## Diskografie
- 1986: The Prisoner's Song (Hannibal)
- 1990: Blues for Transylvania (Hannibal)
- 1995: Kettő - Hungarian Folk Music (Munich)
- 1997: Morning Star (Hannibal)
- 1999: The Bartók Album (Hannibal)
- 2001: Nem Úgy Van Most Mint Volt Régen (Hungaroton)
- 2003: Ősz Az Idő (Fono)
- 2003: Máramaros: The Lost Jewish Music of Transylvania (ADD)